# Słupsk
Słupsk là một thành phố Ba Lan. Thành phố này thuộc tỉnh Pomerania. Thành phố nằm ở phía bắc Ba Lan. Trước ngày 1 tháng 1 năm 1999, nó là thủ phủ của tỉnh Slupsk. Nó cũng là một phần của khu vực lịch sử của Pomerania.
Thành phố này nằm ở phía tây bắc của đất nước, bên bờ biển Słowińskie, cự ly 18 km (11 dặm) từ biển Baltic, bên sông Słupia. Thành phố là thủ phủ của hạt Slupsk, mặc dù nó không phải là một phần của hạt đó. Thành phố có dân số 98.757 người và có diện tích 43,15 km ² (16,66 mi ²), là một trong những thành phố đông dân cư nhất ở trong nước theo quy định của Cục Thống kê Trung ương Ba Lan.